# Věta o kritické přímce
Věta o kritické přímce je matematická věta tvrdící, že jisté, nenulové procento netriviálních nul Riemannovy funkce zeta leží na kritické přímce Re(s) = 1/2.

## Základní pojmy
Riemannova funkce zeta vznikne holomorfním rozšířením funkce {\displaystyle \zeta (s)=\sum _{n=1}^{\infty }{\frac {1}{n^{s}}}} na celou komplexní rovinu s výjimkou bodu s = 1. Takto definovaná funkce nabývá nulové hodnoty v každém záporném sudém čísle. Tato čísla se nazývají triviální nuly Riemannovy zeta-funkce. Ostatní body, v nichž je funkce nulová, se nazývají netriviální nuly. Podle Riemannovy hypotézy mají všechny netriviální nuly funkce zeta reálnou část rovnou 1/2, tedy leží na přímce {s | Re(s) = 1/2} v komplexní rovině. Tato přímka se nazývá kritická přímka.

## Historie
První verzi věty o kritické přímce (pro jisté malé procento) dokázal Atle Selberg, čímž značně vylepšil do té doby nejsilnější známý výsledek Hardyho a Littlewooda, podle kterých leží na kritické přímce nekonečně mnoho netriviálních nul.
Norman Levinson vylepšil odhad ve větě na jednu třetinu nul, a Conrey na dvě pětiny.

## Vztah k Riemannově hypotéze
Větu o kritické přímce lze považovat za částečné (slabé) řešení Riemannovy hypotézy. Důsledkem Riemannovy hypotézy je, že skutečná hodnota se rovná 1. Ovšem opačná implikace neplatí – tvrzení, že skoro všechny netriviální nuly leží na kritické přímce, pro důkaz Riemannovy hypotézy nestačí.